# Gare d'Ilmala
La gare d'Ilmala (en finnois : Ilmalan rautatieasema, en suédois : Ilmala järnvägsstation) est une gare ferroviaire de Pohjois-Pasila à Helsinki en Finlande.

## Situation ferroviaire
La gare d'Ilmala est desservie par les trains de banlieue dans la zone HSL d'Helsinki et située entre les gares de Pasila et d'Huopalahti. 
Elle est à 4,0 km au nord de la Gare centrale d'Helsinki.